# John Walker (inventore)
John Walker (Stockton-on-Tees, 19 maggio 1781 – Stockton-on-Tees, 1º maggio 1859) è stato un farmacista e inventore inglese.
Ha accidentalmente inventato il fiammifero mischiando potassio e antimonio, nel 1826.